# كعب (المهرة)

تعديل مصدري - تعديل

كعب هي إحدى قرى عزلة جاذب بمديرية حوف التابعة لمحافظة المهرة، بلغ تعداد سكانها 35 نسمة حسب تعداد اليمن لعام 2004.